# Українська рота інтербригад імені Тараса Шевченка
Украї́нська ро́та і́мені Тара́са Шевче́нка (ісп. Compañía interbrigadista ucraniana Taras Shevchenko) — піхотний підрозділ, який у 1937-38 роках брав участь у Громадянській війні в Іспанії на боці республіканців. Складався з українців, громадян Польської республіки, переважно членів Комуністичної партії Західної України. Перебував у складі XIII польської інтернаціональної бригади імені Ярослава Домбровського як 4-а рота батальйону імені Хосе Палафокса (2 польські, 1 іспанська, 1 українська і 1 єврейська роти). Командир — Микола Дворников. Брала участь у Брунетській операції, наступі під Сарагосою, Теруельській операції, Арагонському наступі, битвах при Каспе і на Ебро.

## Передісторія
У публічному просторі Західної України громадянська війна в Іспанії опинилася в центрі уваги в серпні 1936. Природно, підвищений інтерес до конфлікту проявила Комуністична партії Західної України. Раніше в травні 1936 радянофільська інтелігенція краю засудила фашизм і висловила всебічну підтримку Республіканській Іспанії на Львівському антифашистському конгресі (поза участю в конгресі залишилися широкі кола західноукраїнської інтелігенції через звістки про Голодомор 1932—1933 та масові репресії в тоталітарному СРСР).
В цей час прокомуністичний письменник Степан Тудор пише пісню-марш «Пасіонарія».
20 вересня 1936 року у Львові пройшов мітинг тисячі робітників-будівельників, які заявили про солідарність з іспанським народом. А потім, 3 жовтня 1936 відбувся вечір робочої поезії, де була представлена одноактна п'єса «Революція в Іспанії».
Великий успіх мали акції зі збору коштів на підтримку Мадридського уряду: тільки протягом вересня-грудня 1936 року в Галичині було зібрано 45 тис. злотих. Але найбільшу допомогу Іспанській Республіці надали українські воїни-інтернаціоналісти.

## Перші українці в Іспанії
Перші члени Компартії Західної України прибули в серпні 1936 року в Іспанії після початку війни. 37 уродженців Західної України, які працювали на шахтах Бельгії і Франції, прибули «надавати допомогу іспанським товаришам» . Слідом за ними ще 180 добровольців родом з Галичини і Волині перейшли через перевал Явірник на польсько-чехословацькому кордоні й дісталися до Іспанії.
Чисельність уродженців Західної України зросла до тисячі осіб, але власних військових підрозділів українці не мали. Багато інтербригадістів прибувало з-за океану: так, лише в з Канади приїхали 498 добровольців східноєвропейського походження, серед яких переважна більшість становили українці і поляки.

## Історія роти

### Поява
8 липня 1937 керівництво Компартії Західної України сформувало Українську роту інтернаціональних бригад імені Тараса Шевченка, яка ввійшла до складу XIII інтербригади імені Ярослава Домбровського. Роту називали своєрідним пам'ятником Тарасу Шевченку, про солдатів роти писалося в газеті «Дамбровчік». Першим її командиром став білорус Станіслав Томашевич, а заступником командира роти став Павло Іванович, емігрант з Франції.

### Бойовий шлях

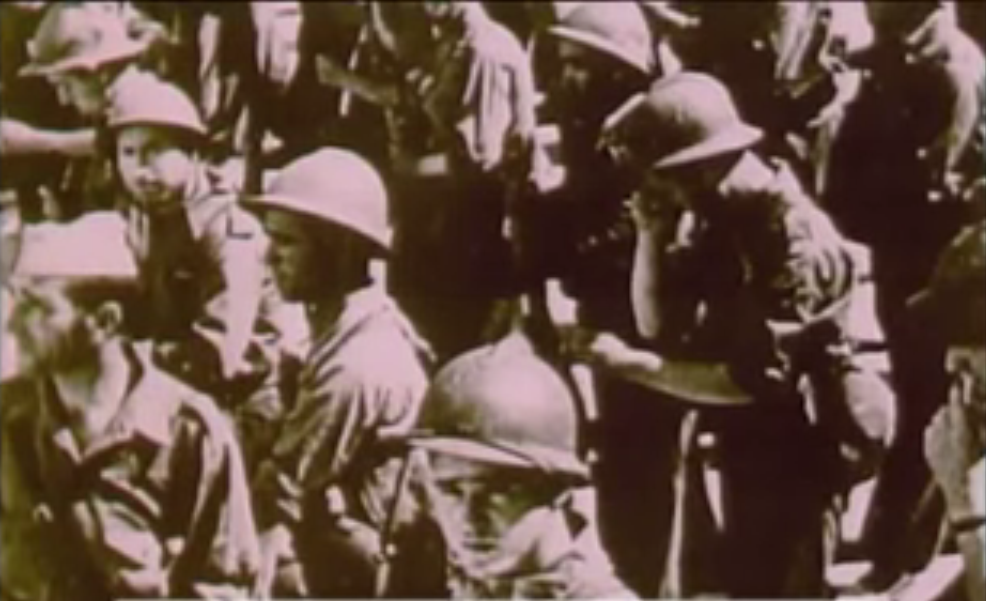
Рота ім. Тараса Шевченка на марші

Рота, до якої входили не тільки українці, білоруси і поляки, але також росіяни та іспанці, уславилася своїм бойовим шляхом. В іспанських селах і містах неодноразово звучали пісні українською, які виконували солдати роти. Часто під час важких переходів рота своїми піснями підбадьорювала всю бригаду. Пізніше її союзниками стали інші батальйони і роти інтербригад, серед яких були й ті, хто колись служили під керівництвом Нестора Махна.
Бойове хрещення відбулося в битві при Брунете на захід від Мадриду: марокканська кіннота була вщент розгромлена українцями і поляками, також були захоплені позиції фашистів під Вілья-Франко-дель-Кастілья і Романільос. У тих жорстоких боях рота втратила половину особового складу.
На Арагонському фронті 25 серпня 1937 українці прорвали оборону італійців, увірвавшись в тил і просунувшись за день на 10 км. У затяжних боях на випаленій сонцем місцевості бійці роти билися з силами противника, що переважали їх за чисельністю і якістю озброєння, часто у солдатів роти закінчувалися боєприпаси. Мужність і героїзм проявляли комісар роти Назар Дем'янчук (уродженець Волині, жив у Канаді), рядові бійці Василь Лозовий, Йосип Коновалюк, Валентин Павлусевич, Йосип Петраш.
Деякі в'язні польських тюрем (Дмитро Захарук і Симон Краєвський, уродженці Івано-Франківської області, в'язні тюрми у Дубно на Волині) втекли з місць позбавлення волі і дісталися до Іспанії, щоб надати допомогу своїм товаришам.
Бойові заслуги роти були відзначені наказами командування бригади та Генерального комісаріату інтебригад. В кінці 1937 року почала видаватися газета українською мовою «Боротьба», в якій публікувалися вірші й оповідання Тараса Шевченка, а також статті про бойовий шлях роти. Для новобранців в Альбасете видавалася газета «Вісті із Західної України», епіграф до якої — рядки з «Заповіту» — фактично був девізом роти.

### Останні дні роти

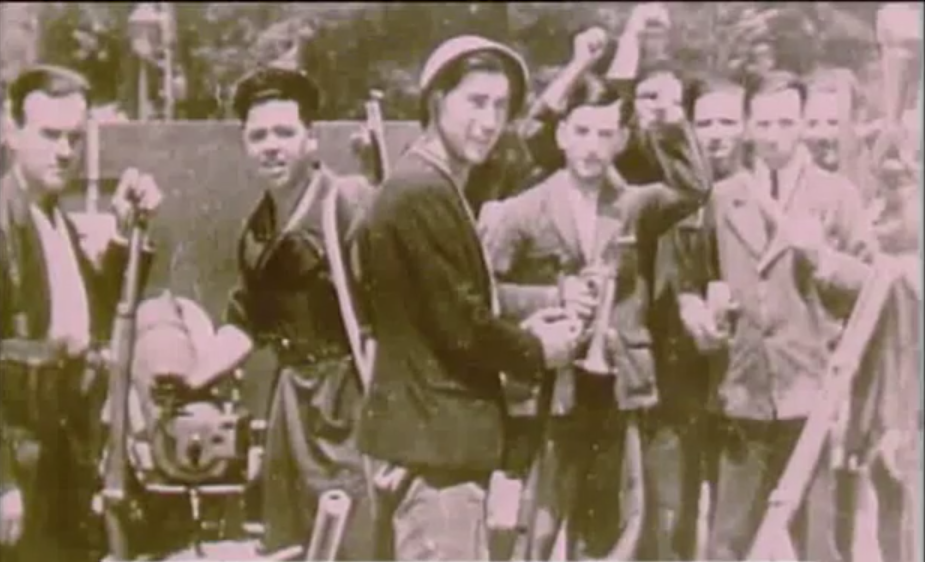
Українці-інтербригадисти

У грудні 1937 — лютому 1938 року рота вела бої за гірську гряду Сьєрра-Кемада в умовах жахливої хуртовини: на висоті 2 тисяч метрів вони відбивали атаки в ході боїв за Теруель. Їм вдалося захопити велику кількість зброї фалангістів: гвинтівки, гармати, кілька озброєних вантажівок. Брати Полікарп і Симон Краєвський самотужки розправилися з кулеметниками, знищивши два розрахунки і захопивши їхні позиції. У тих боях загинули командир роти Томашевич, політрук Дем'янчук, сержант Серадзький і Полікарп Краєвський. У березні 1938 року рота потрапила в оточення на Андалузійском фронті і чотири рази їй вдавалося прорвати кільце, попри нескінченні атаки фашистів на висотах біля Каспе. У тих боях полягли і командир Станіслав Воропай (Воропаєв), і політрук Симон Краєвський. 23 березня її бійці завдали потужного удару по фалангістах у Леріді (відзначилися бійці Мізюрко і Леончук).
У липні-вересні 1938 рота брала участь у запеклих боях на Каталонському (Арагонському) фронті, відбивши 2 вересня сім атак фашистів. У боях полягли командири Ян Гашек і Іван Грицюк, солдати Михайло Литвин і Павло Іванович. Незабаром в боях було вбито редакторів газети Шістера і Юрія Великановича, який після загибелі Шістера зайняв його посаду (Великанович був убитий 4 вересня 1938).
28 жовтня 1938 року у Барселоні відбувся прощальний марш інтернаціональних бригад. Іспанці і каталонці обдарували українських добровольців, що залишали Іспанію, квітами, прославляючи своїх героїв. Бригада уславилася як одна з найбільш боєздатних: вона завжди дотримувалася правила «Шукай ворога», проводила часті вилазки і контратаки, вміло боролася з танками.

## Пам'ять
В СРСР воїнів-інтернаціоналістів визнали героями, що чесно виконали свій інтернаціональний обов'язок. Для комуністичної пропаганди, у 1982 році Юрію Великановичу як одному з керівників роти поставили пам'ятник у Львові, автором пам'ятника була Теодозія Бриж.
Уже за часів незалежності України пам'ятник ламали, відрубували голову тощо, але згодом його відреставрували. Врешті, у грудні 2017 року пам'ятник був повалений організацією С14 і пізніше демонтований.
Військова історія роти лягла в основу художнього роману львівського письменника Юрка Покальчука «І зараз, і завжди» (1981). За його сценарієм режисер Віктор Колодний зняв документальний фільм «Рота ім. Тараса Шевченка» (Укртелефільм, 1989), де відображені інтерв'ю ветеранів формування. Перу письменника Олега Покальчука належить поема «Балада про сотню імені Тараса Шевченка».

## Відомі військовослужбовці

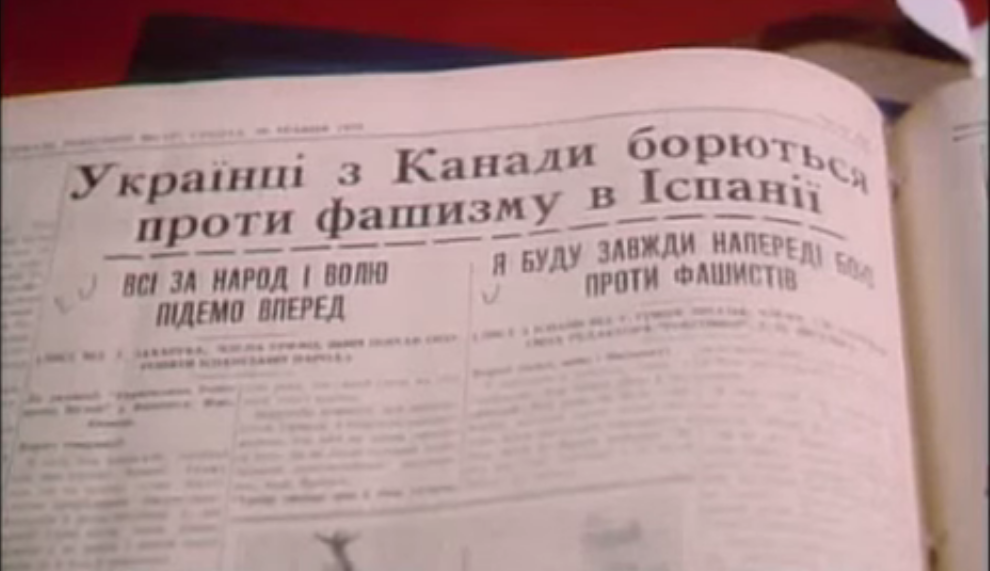
Газетний випуск, присвячений канадським українцям у лавах роти.

### Командири
- Микола Дворніков («Станіслав Томашевич»)
- Михайло Литвин
- Олександр Мельниченко
- Станіслав Воропай (Миколаїв)
- Іван Грицюк
- Павло Іванович (заступник командира)

### Політруки

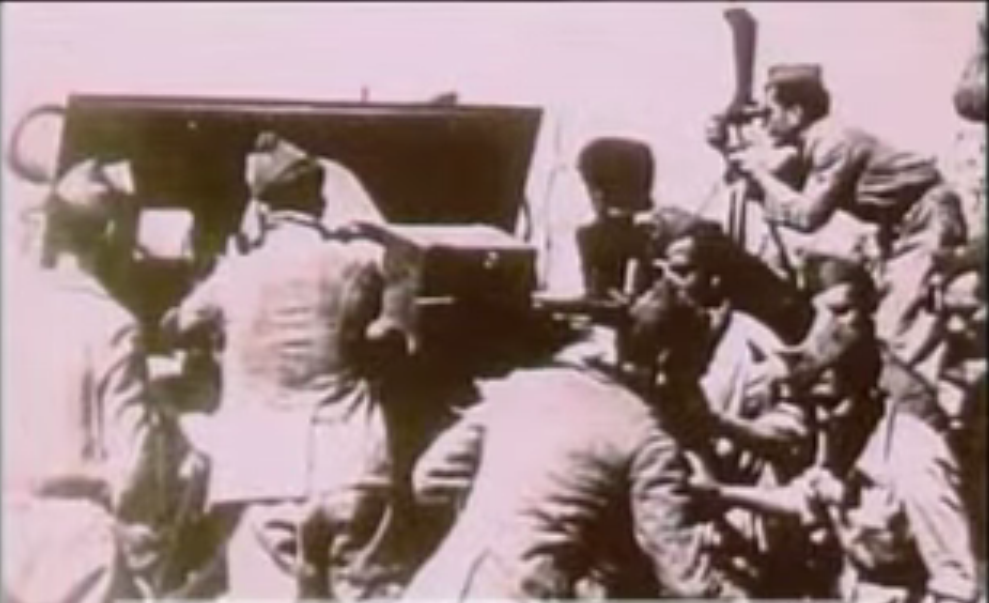
Шевченківці на бойових позиціях.

- Назар Дем'янчук («Сержант Сірадз»)
- Полікарп Краєвський
- Симон Краєвський

### Рядові бійці
- Василь Лозовий
- Йосип Коновалюк
- Валентин Павлусевич
- Йосип Петраш
- Дмитро Захарук
- Юрій Великанович
- Шістер
- «Янь»